# Atmosphäre (Astronomie)

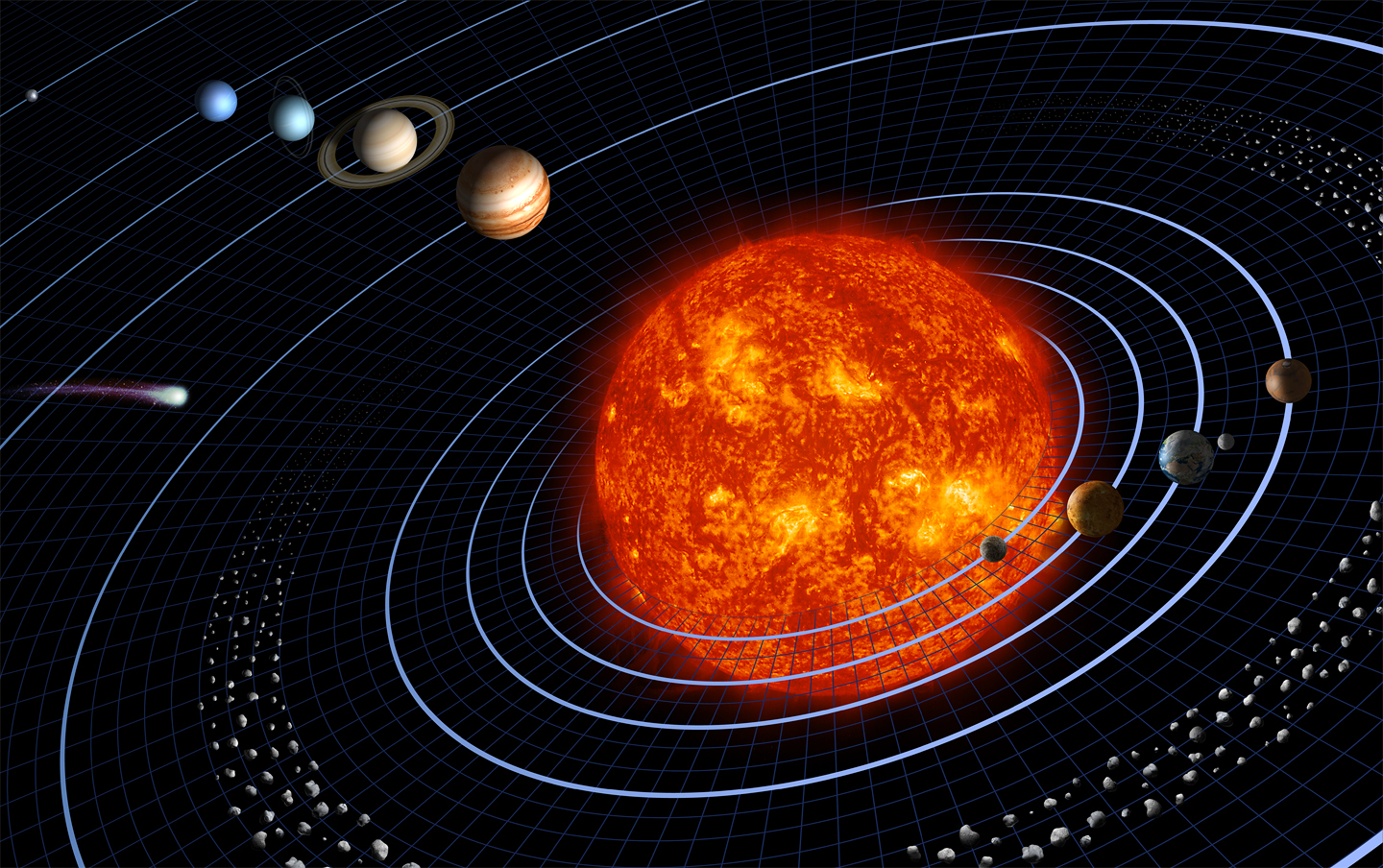
Die Himmelskörper des Sonnensystems mit ihren unterschiedlichen Atmosphären

Die Atmosphäre [atmoˈsfɛːrə] (von altgriechisch ἀτμός atmós, deutsch ‚Dampf‘, ‚Dunst‘, ‚Hauch‘ und σφαῖρα sphaira, deutsch ‚Kugel‘) ist die gasförmige Hülle um größere Himmelskörper – insbesondere um Sterne und Planeten. Sie besteht meistens aus einem Gemisch von Gasen, die vom Schwerefeld des Himmelskörpers festgehalten werden können. Die Atmosphäre ist an der Oberfläche am dichtesten und geht in großen Höhen fließend in den interplanetaren Raum über. Sie bestimmt im Falle ihrer Existenz wesentlich das Erscheinungsbild eines Himmelskörpers.
Die heißen Atmosphären von Sternen reichen tief in den Raum hinein. Bei Gasplaneten sind sie wesentlich kühler und von tieferen Schichten des Himmelskörpers nicht scharf getrennt. Bei großen Gesteinsplaneten und beim Saturnmond Titan ist die Atmosphäre eine (nach der Erde benannte) Erdsphäre und liegt über der Pedosphäre (betretbarer Boden) und der darunter befindlichen Lithosphäre.

## Entstehung einer Atmosphäre

### Physikalische Erfordernisse
Bei der Ausbildung einer Planetenatmosphäre spielen mehrere Faktoren eine Rolle:
1. vor allem die Masse des Himmelskörpers
2. und sein Radius (woraus sich die mittlere Dichte ergibt),
3. ferner seine Oberflächentemperatur (wegen der Gasgesetze)
4. und die molare Masse der einzelnen Gasteilchen.

Planetenmasse und -radius bestimmen das Schwerefeld an der Oberfläche. Dieses muss ausreichend stark sein, damit die in der Regel aus Ausgasungen hervorgehenden Gasteilchen an den Himmelskörper gebunden bleiben und sich nicht in den Weltraum verflüchtigen können.

### Gasdichte, Temperatur und Schwerkraft
Entsprechend der kinetischen Gastheorie bewegen sich die Teilchen ungeordnet und dabei umso schneller, je höher die Temperatur des Gases ist und je leichter sie sind. Wenn die Anziehungskraft zu gering ist, verliert der Himmelskörper langfristig die schnellen (spezifisch leichten) Teile seiner Gashülle. Die Planetologie spricht dabei von positiver Teilchenbilanz, wenn die Ausgasung des Gesteins mehr ausmacht als durch die Überwindung der Gravitation verloren geht. Ist diese Bilanz auch für schwerere Gase negativ, kann sich keine Atmosphäre ausbilden.
Daher spielt neben der Größe des Himmelskörpers seine Oberflächentemperatur (die nicht zu hoch sein darf) eine wesentliche Rolle. Auch die Art der ausgebildeten Gase ist wichtig, da ein Planet bzw. großer Mond eine Atmosphäre aus Wasserstoff oder Helium viel schwerer halten kann als eine Hülle aus Sauerstoff, Stickstoff oder Kohlendioxid. Dies liegt daran, dass sich leichte Gasteilchen bei gleicher Temperatur wesentlich schneller bewegen als schwerere. Atmosphären, die Elemente wie Wasserstoff in größerem Umfang enthalten, finden sich daher vor allem bei sehr massereichen Gasriesen wie Jupiter oder Saturn, die eine sehr starke Gravitation besitzen.
Letztlich ist nur eine kleine Minderheit der Himmelskörper in der Lage, eine Atmosphäre zu bilden und langfristig an sich zu binden. So besitzt zum Beispiel der Erdmond keine dauerhafte Atmosphäre, sondern nur kurzfristige, bodennahe Gase.

## Atmosphären der verschiedenen Himmelskörper
Vergleicht man die Himmelskörper unseres Sonnensystems und die Sterne miteinander, so zeigt sich der Einfluss der bei der Ausbildung einer Atmosphäre relevanten Faktoren und offenbart recht unterschiedliche Atmosphären.

### Atmosphäre von Sternen
Die Sonne bzw. die verschiedenen Sterne haben weitreichende Atmosphären, die mit der Photosphäre, Chromosphäre und Übergangsregion beginnen und mit Korona, Sonnenwind und Heliosphäre im weitestgehenden Sinne tief im interplanetaren Raum an der Heliopause enden. Die Atmosphäre der Sonne besteht weitgehend aus Wasserstoff (ca. 73 %) und Helium (ca. 25 %), die in Form ionisierten Plasmas (Sonnenwind und Sonnensturm) die Atmosphären der restlichen Himmelskörper im System beeinflussen.

### Atmosphären von Gasriesen

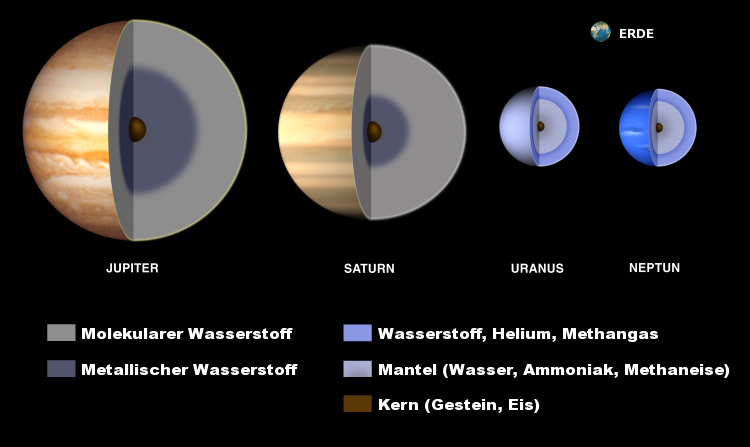
Gasriesen

Die Atmosphärenzusammensetzung der Gasriesen wie Jupiter, Saturn, Uranus und Neptun basiert ähnlich wie die der Sterne im Wesentlichen auf den Stoffen Wasserstoff und Helium. Ihr Kern ist jedoch kalt und der Strahlungsdruck wie bei den Sternen fehlt.
- Jupiter und Saturn bestehen dabei im Inneren aus flüssigem Wasserstoff mit einem Kern aus metallenem Wasserstoff.
- Uranus und Neptun hingegen haben einen eisigen Mantel und Kern aus Wasser bzw. Eis, Ammoniak, Methan und Gestein.

### Atmosphären der erdähnlichen Planeten

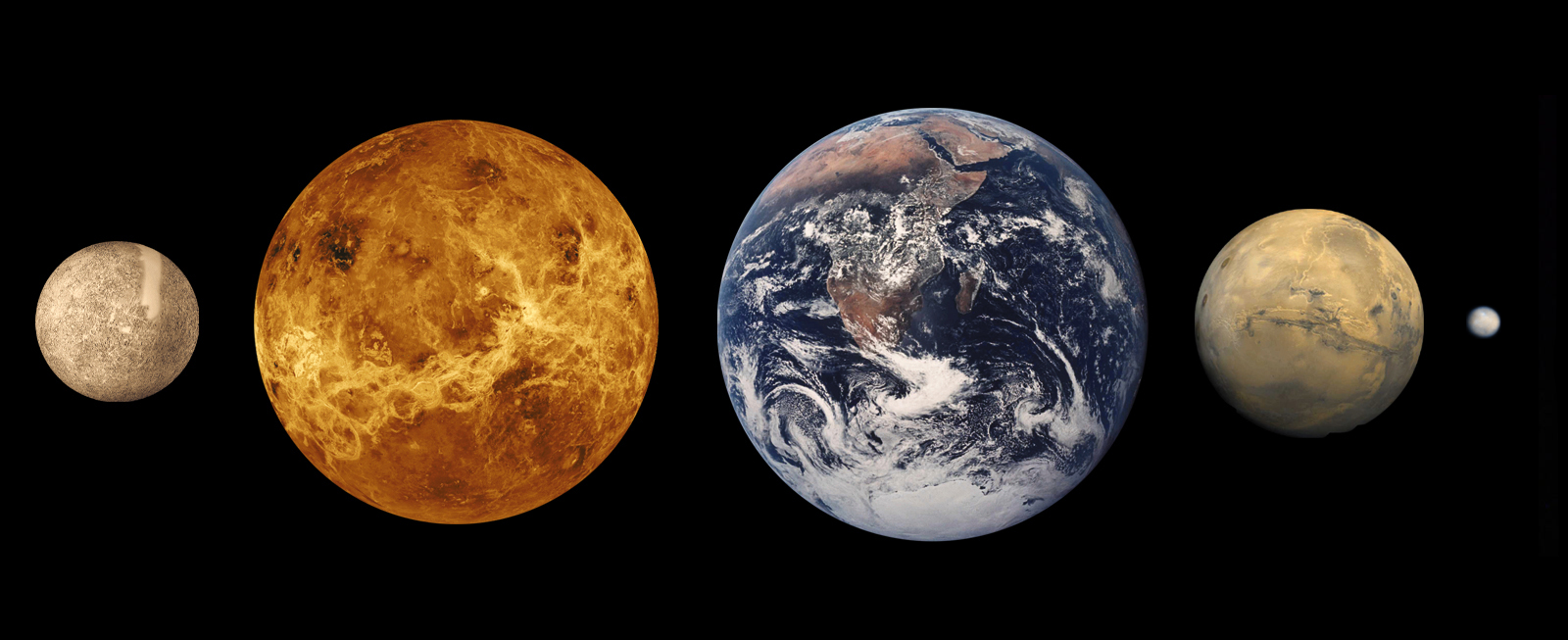
Erdähnliche Planeten: Merkur, Venus, Erde, Mars (und der Zwergplanet Ceres) …

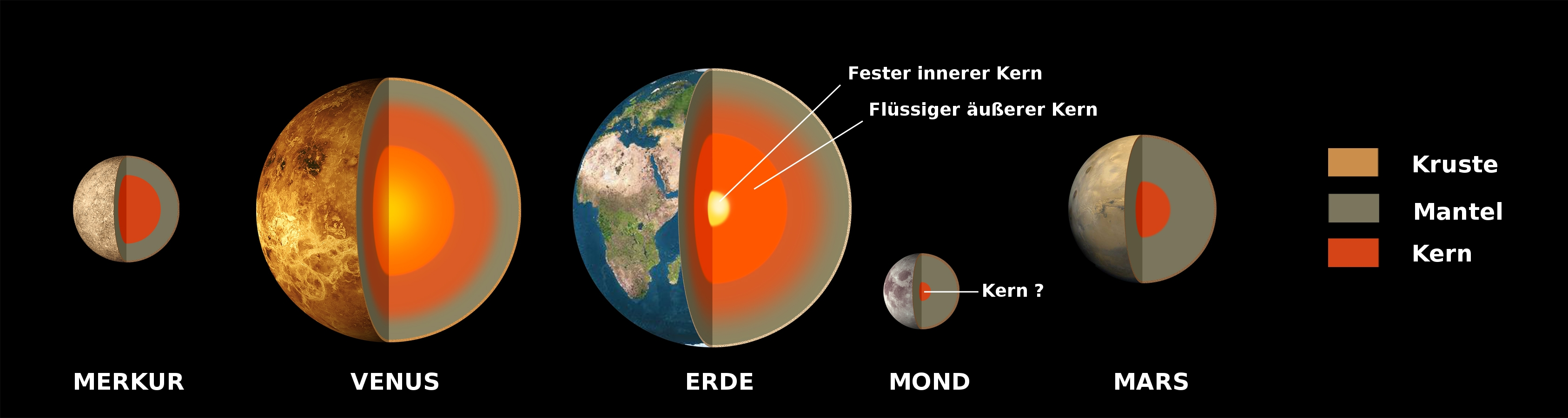
… und deren Aufbau

- Die Erdatmosphäre besteht aus einem Stickstoff-Sauerstoff-Gemisch. Sie ist in der Lage, schwere Elemente wie Argon (Ar) in der Atmosphäre zu halten, leichte Elemente und Moleküle wie Wasserstoff (H2) oder Helium (He) verlor sie jedoch im Laufe ihrer Entwicklung.
- Die Atmosphäre der Venus besteht hauptsächlich aus CO2, ist aber ansonsten der Atmosphäre der Erde am ähnlichsten. Vor mehreren Milliarden Jahren verdampften wahrscheinlich die Ozeane der Venus unter zunehmender Hitze, was eine Wasserdampf-Rückkopplung antrieb, wonach der Wasserstoff aus der Atmosphäre in den Weltraum entwich und durch CO2 ersetzt wurde.[1]
- Der Mars hat ebenso wie die Venus eine CO2-Atmosphäre. Der größte Teil der Atmosphäre des Mars wurde wahrscheinlich im Laufe der Zeit vom Sonnenwind regelrecht abgetragen und in den Weltraum mitgerissen.
- Der Merkur hat keine Atmosphäre im herkömmlichen Sinn, sondern vergleichbar mit der Erdatmosphäre nur eine Exosphäre. Die hohen Anteile von Wasserstoff und Helium stammen wahrscheinlich vom Sonnenwind.

### Atmosphären von Monden und Zwergplaneten
- Neben manchen Planeten hat auch der große Saturnmond Titan eine dichte Atmosphäre, die zum größten Teil aus Stickstoff besteht.
- Die Jupitermonde Europa und Ganymed besitzen eine kleine Sauerstoff-Atmosphäre, die sie durch ihre Gravitation halten können, jedoch nicht biologischer Herkunft ist.
- Der Jupitermond Kallisto hat eine dünne Kohlenstoffdioxid-Atmosphäre.
- Der Jupitermond Io besitzt eine dünne Schwefeldioxid-Atmosphäre.
- Der Neptunmond Triton besitzt eine dünne Stickstoff-Methan-Atmosphäre
- Der Saturnmond Rhea besitzt eine dünne Atmosphäre aus Sauerstoff und Kohlendioxid
- Die anderen Satelliten des Sonnensystems sowie der Erdmond haben wie der Planet Merkur nur eine Exosphäre.
- Pluto besitzt[2] eine dünne Stickstoff-Methan-Atmosphäre[3]

### Atmosphären von Exoplaneten
Auch bei Planeten anderer Sternsysteme – den Extrasolaren Planeten – konnte mit verschiedenen Methoden das Vorhandensein von Atmosphären nachgewiesen werden, bisher jedoch nur im Radius von ca. 300 Lichtjahren um unser Sonnensystem herum.
Das Wissen um die Eigenschaften dieser Atmosphären ist momentan sehr lückenhaft und unsystematisch. Dies beruht darauf, dass moderne astronomische Instrumente noch nicht auf diesen Zweig der Wissenschaft ausgelegt sind. Dies wird sich in der künftigen Generation von Instrumenten ändern, wie z. B. dem Weltraumteleskop JWST und dem Bodenteleskop E-ELT, deren Design gezielt in diese Richtung entwickelt wurde.
Trotzdem können die oben erwähnten Methoden zur Entdeckung von Planeten auch in glücklichen Fällen zur Bestimmung der atmosphärischen Eigenschaften mancher Planeten herangezogen werden. Da die Atmosphären von Hot-Jupiter-Exoplaneten am leichtesten aufzuspüren und charakterisieren sind, konnte ein erster systematischer Vergleich ihrer Bewölkungseigenschaften durchgeführt werden. Gefunden wurde eine Antikorrelation von Bewölkung und spektralen Signaturen von Wasser in diesen Atmosphären. Dies würde bedeuten, dass Wasser generell in diesen Planeten bei ihrer Entstehung gebunden wird, was eines der ersten allgemeinen Ergebnisse über exoplanetare Atmosphären überhaupt darstellt.

### Atmosphärentabelle
Eine Übersicht der Himmelskörper des Sonnensystems hinsichtlich ihres atmosphärischen Drucks an der Oberfläche und ihrer chemischen Zusammensetzung in Volumenprozent. Gelistet sind die Hauptbestandteile einer Atmosphäre und das Wasservorkommen.
| Himmelskörper | Druck (hPa) | H2       | He        | N2       | O2       | CO2     | CH4      | SO2      | H2O      | Sonstiges             | Bemerkungen         |
| ------------- | ----------- | -------- | --------- | -------- | -------- | ------- | -------- | -------- | -------- | --------------------- | ------------------- |
| Sonne         |             | 73,46 %  | 24,85 %   | 0,09 %   | 0,77 %   |         |          |          |          |                       | Sonnenatmosphäre    |
| Merkur        | 10−15       | 22 %     | 6 %       | Spuren   | 42 %     | Spuren  |          | –        | Spuren   | 29 % Na, 0,5 % K      | nur Exosphäre       |
| Venus         | 92.000      | –        | 12 ppmv   | 3,5 %    | –        | 96,5 %  |          | 150 ppmv | 20 ppmv  | 70 ppmv Argon         | CO2-Atmosphäre      |
| Erde          | 1.013       | 0,5 ppmv | 5,24 ppmv | 78,084 % | 20,946 % | 0,04 %  | 2 ppmv   |          | ~ 0–4 %  | 0,93 % Argon          | Erdatmosphäre       |
| Mars          | 6,36        | –        | –         | 2,7 %    | 0,13 %   | 95,32 % | ~ 3 ppbv |          | 210 ppmv | 1,6 % Argon           | Marsatmosphäre      |
| Jupiter       |             | 89,8 %   | 10,2 %    | –        | –        | –       | ~ 0,3 %  |          | ~ 4 ppm  |                       | Gasriese            |
| Saturn        |             | 96,3 %   | 3,25 %    | –        | –        | –       | ~ 0,45 % |          | –        |                       | Gasriese            |
| Uranus        |             | ~ 82 %   | ~ 15 %    | –        | –        | –       | ~ 2,3 %  |          | –        |                       | Gasriese            |
| Neptun        |             | ~ 80 %   | ~ 19 %    | –        | –        | –       | ~ 1,5 %  |          | –        |                       | Gasriese            |
| Pluto         | 0–0,005     | –        | –         | ja       | –        | –       | ~ 0,5 %  |          | –        |                       | Ausdehnung variiert |
| Mond          | 3 · 10−12   | 23 %     | 25 %      | –        | –        | Spuren  |          |          | Spuren   | 20 % Argon, 25 % Neon | Erdmond             |
| Europa        | 10−9        | –        | –         | –        | 100 %    | –       |          | –        | –        |                       | Jupitermond         |
| Io            |             |          |           |          |          |         |          | 90 %     |          |                       | Jupitermond         |
| Titan         | 1.467       | –        | –         | 98,4 %   | –        | –       | 1,5 %    |          | –        | 0,1 % Argon           | Saturnmond          |
| Triton        | 0,01        | –        | –         | 99,9 %   | –        | –       | 0,2 %    |          | –        |                       | Neptunmond          |

## Aufbau und Gradienten am Beispiel der Erdatmosphäre

Aufbau am Beispiel der Erdatmosphäre

### Druckverlauf
Der Druckverlauf einer Atmosphäre, im Fall der Erdatmosphäre des Luftdrucks, ist in den unteren Bereichen durch die hydrostatische Gleichung bestimmt, die bei im Vergleich zum Planetenradius dünnen Atmosphären wie folgt geschrieben werden:
{\displaystyle {\mathrm {d} p \over \mathrm {d} h}=-g\rho (h)}
Die Einflussgrößen sind der Druck p, die Höhe h, die Schwerebeschleunigung g und die Dichte ρ. Im Falle konstanter Temperatur reduziert sich die Gleichung zur barometrischen Höhenformel. Im äußeren Bereich ist diese Beschreibung jedoch nicht mehr gültig, da sich die Bestandteile aufgrund der geringen Dichte auf Keplerbahnen oder den Magnetfeldlinien bewegen und sich gegenseitig kaum noch beeinflussen.

Zur technischen Modellierung wird die Internationale Standardatmosphäre (ISA) verwendet, welche eine reine idealisierte Betrachtung über den gesamten Planeten darstellt. Die ISA beschreibt den Temperaturverlauf nach den polytropen Zustandsgleichungen. Dazu wird die Atmosphäre in Troposphäre und obere und untere Stratosphäre unterteilt. In der unteren Stratosphäre (11–20 km Höhe) findet überwiegend der internationale Flugverkehr statt. Überschallflüge hingegen in der oberen Stratosphäre.

### Untergliederungen
In der Regel ist eine Atmosphäre keine homogene Gashülle, sondern aufgrund zahlreicher innerer und äußerer Einflüsse in mehrere, mehr oder weniger klar gegeneinander abgegrenzte, Schichten einzuteilen, die vor allem durch die Temperaturabhängigkeit chemischer Prozesse in der Atmosphäre und die Strahlungsdurchlässigkeit abhängig von der Höhe entstehen. Im Wesentlichen kann man folgende Schichten nach dem Temperaturverlauf unterscheiden:
- An der Planetenoberfläche beginnt in der Regel die Troposphäre, in der Konvektionsströmungen vorherrschen. Sie wird begrenzt durch die Tropopause.
- Darüber liegt die Stratosphäre, in der die Strahlung beim Energietransport dominiert. Sie wird begrenzt durch die Stratopause.
- In der Mesosphäre wird, vor allem durch Kohlenstoffdioxid, Energie abgestrahlt, so dass in dieser Schicht eine starke Abkühlung erfolgt. Sie wird begrenzt durch die Mesopause.
- In der Thermosphäre und der Ionosphäre werden die meisten Moleküle durch absorbierte Sonnenstrahlung dissoziiert und sogar ionisiert. Dabei wird die Temperatur deutlich erhöht.
- Die äußerste Schicht ist die Exosphäre, aus der die vorwiegend atomaren beziehungsweise ionisierten Bestandteile aus dem Schwerefeld des Planeten entweichen können. Sie wird bei Vorhandensein eines Magnetfeldes durch die Magnetopause begrenzt.

Diese Gliederung gibt nur eine grobe Einteilung wieder, und nicht jede Schicht ist bei allen Atmosphären nachweisbar. So besitzt die Venus zum Beispiel keine Stratosphäre, kleinere Planeten und Monde besitzen nur eine Exosphäre, zum Beispiel der Merkur. Für Entstehung und Ausprägung der Dämmerungsfarben ist der vertikale Aufbau der Atmosphäre maßgeblich.
Es ist auch möglich, die Atmosphäre nicht nach dem Temperaturverlauf, sondern nach anderen Gesichtspunkten zu gliedern, wie:
- dem radio-physikalischen Zustand der Atmosphäre (Ionosphäre, Magnetosphäre, Plasmasphäre)
- nach physiko-chemischen Prozessen (Ozonschicht)
- der Lebenszone (Biosphäre)
- der Durchmischung (Homosphäre, Homopause, Heterosphäre)
- dem aerodynamischen Zustand (Prandtl-Schicht, Ekman-Schicht, beide als Peplosphäre, freie Atmosphäre)